# Парин, Василий Николаевич
Васи́лий Никола́евич Па́рин (22 апреля 1877, с. Сюмси Малмыжского уезда Вятской губернии — 1947, Молотов) — советский учёный-медик, доктор медицинских наук, один из создателей Пермского медицинского института. Один из организаторов и заместитель директора по научно-учебной работе (1933—1935) Ижевского медицинского института. В годы Великой Отечественной войны — главный хирург эвакогоспиталей Пермской области. Отец физиолога, академика АН СССР В. В. Парина и хирурга-травматолога, заслуженного деятеля науки РСФСР Б. В. Парина, сват Д. М. Марко.

## Биография
Василий Николаевич Парин родился в семье бедного ремесленника. После окончания школы, затем городского училища в Малмыже В. Н. Парин в 1897 г. окончил Казанский учительский институт (среднее педагогическое учебное заведение), проработал четыре года учителем и затем поступил на медицинский факультет Казанского университета, который окончил с отличием.
После окончания университета В. Н. Парин работал в факультетской хирургической клинике под руководством профессора В. И. Разумовского. В 1912 г. защитил докторскую диссертацию и был направлен в заграничную научную командировку в Европу.
Во время первой мировой войны В. Н. Парин был консультантом Красного Креста в одной из армий и вложил много труда в дело организации военных госпиталей. В 1921 г. В. Н. Парин был избран заведующим кафедрой госпитальной хирургии медицинского факультета Пермского университета.
В 1921—1923 — декан медицинского факультета Пермского университета (на этом посту его сменил проф. Г. В. Флейшер).
С 1922 года он был бессменным председателем Общества врачей при Пермском университете. Из его учеников 18 стали профессорами: Н. М. Степанов и А. П. Соколов (Пермь), С. Я. Стрелков (Ижевск), В. Н. Шубин (Казань, Астрахань), А. А. Вечтомов (Архангельск), С. П. Вилесов (Оренбург), А. М. Аминев (Куйбышев), В. И. Колесов и М. В. Мухин (Ленинград), Б. В. Парин (Фрунзе, Горький) и др.
В результате отсоединения медицинского факультета от ПГУ был создан самостоятельный Пермский мединститут, с которым связана вся последующая жизнь В. Н. Парина. На два года (1933—1935) он выезжал в Ижевск для оказания помощи в организации Ижевского медицинского института. Работал там в должности заместителя директора по научно-учебной работе.
В годы Великой Отечественной войны руководил госпитальной хирургической клиникой, был главным хирургом эвакогоспиталей Пермской области и проводил огромную работу по совершенствованию их работы.
Несмотря на то, что В. Н. Парин никогда не работал в Москве, в Интернете и СМИ регулярно появляются неподтвержденная документами информация о его, якобы, бегстве из загадочного московского госпиталя. Вот один из типичных примеров:
"Парин,— говорилось в решении о нем Фрунзенского РК ВКП(б) Москвы,— бросившись в панику, забрал с собой своих заместителей по учебной части т. Лихачева и административно-хозяйственной части т. Липского, директора клиник т. Вольпяна и его заместителя т. Мазо, главного бухгалтера т. Ионову и секретаря парторганизации т. Пащинцева, на автомашинах бежал из Москвы, оставив без руководства госпиталь с ранеными (около 200 человек), ряд клиник с больными, коллектив профессорско-преподавательского состава и студентов. Кроме того, Парин из кассы института взял себе 20 тыс. руб., выдал также Липскому 20 тыс. руб., Лихачеву 10 тыс. руб., главному бухгалтеру 6 тыс. руб., в общей сумме 78 тыс. руб., имея при этом разрешение Наркомздрава израсходовать на эвакуацию только 10 тыс. руб.".
В. Н. Парин был известен как разносторонний хирург, ученый, который внес значительный вклад в развитие сосудистой хирургии, травматологии, пластической, челюстно-лицевой хирургии. Он создал свою научную школу. Подготовил 10 докторов и более 10 кандидатов медицинских наук, 18 его учеников заведовали кафедрами. Им и его учениками написано около 400 научных работ по различным вопросам хирургии.
Василий Николаевич Парин был видным общественным деятелем. Он явился основателем и редактором «Пермского медицинского журнала», организатором и председателем научного медицинского общества, депутатом городского Совета, членом правления Всесоюзного общества хирургов, членом редколлегий журналов «Хирургия» и «Вестник хирургии».
В. Н. Парин был автором более 90 научных работ на разные темы клинической хирургии.
Похоронен на Егошихинском кладбище.

## Семья
Жена: Нонна Ивановна (1881—1936).

## Награды
За плодотворную научную, лечебную и преподавательскую работу В. Н. Парину было присвоено звание «Заслуженный деятель науки РСФСР».
В. Н. Парин был награждён орденом Красной Звезды и медалями «За победу над Германией» и «За доблестный труд в Великой Отечественной войне 1941—1945 гг.».